# Чернігівський 29-й піхотний полк

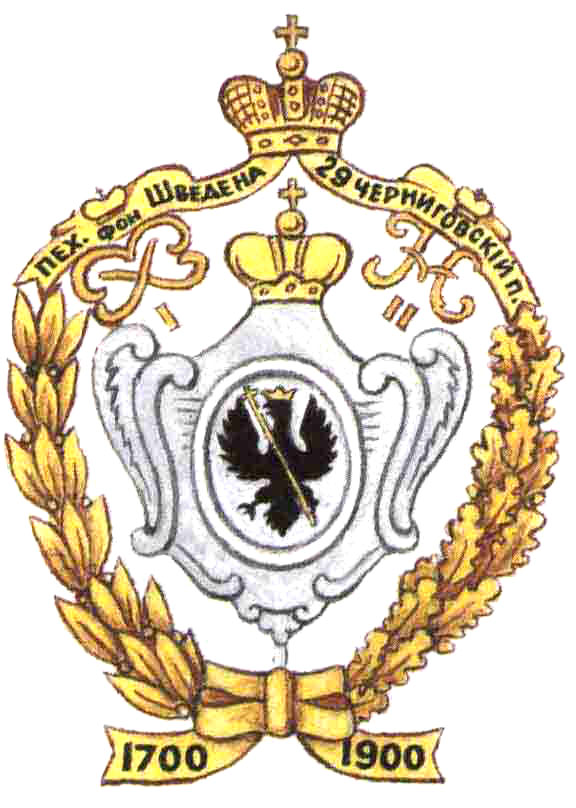
Нагрудний знак полку

Чернігівський 29-й піхотний полк генерал-фельдмаршала графа Дибича-Забалканського — піхотний полк російської імператорської армії у складі 1-ї бригади 8-ї дивізії XV армійського корпусу.
Сформований в 1700 році, в Москві, під найменуванням піхотного фон Шведена у складі 10 рот. Назву Чернігівського отримав в 1708 році; в 1829 році шефом його був призначений граф Дибич російський фельдмаршал.
29 грудня 1825 — 3 січня 1826 відбулося повстання Чернігівського полку в Україні під керівництвом декабристів підполковника С. І. Муравйова-Апостола і М. П. Бестужева-Рюміна. Командир полку підполковник Г. І. Гебель був важко поранений під час повстання, але вижив. У повстанні брало участь близько 1000 солдатів і 17 офіцерів полку. Повстання було придушене урядовими військами.
20 січня 1826 року — 1-а гренадерська рота, як єдина, що залишилася на боці уряду при повстанні полку, в повному складі переведена у гвардію. На Кавказ відправили весь штрафний Чернігівський полк.
Бойові відзнаки:
1) Георгієвський полковий прапор за 1812 рік і за оборону Севастополя 1854—1855 років;
2) похід за військові відзнаки під час Вітчизняної війни;
3) знаки на шапках за турецьку війну 1828—1829 років.